# 桑普莱
桑普莱（法語：Simplé，法語發音：[sɛ̃ple]）是法国马耶讷省的一个市镇，属于贡捷堡区。

## 地理
桑普莱（47°53'15"N, 0°51'5"W）面积9.1 平方千米，位于法国卢瓦尔河地区大区马耶讷省，该省份为法国西北部内陆省份，北起芒什省和奧恩省，西接伊勒-维莱讷省，南至曼恩-卢瓦尔省，东临萨尔特省。
与桑普莱接壤的市镇（或旧市镇、城区）包括：拉沙佩勒克拉奈斯、科姆、德纳泽、马里涅珀通、珀通、普雷当茹。

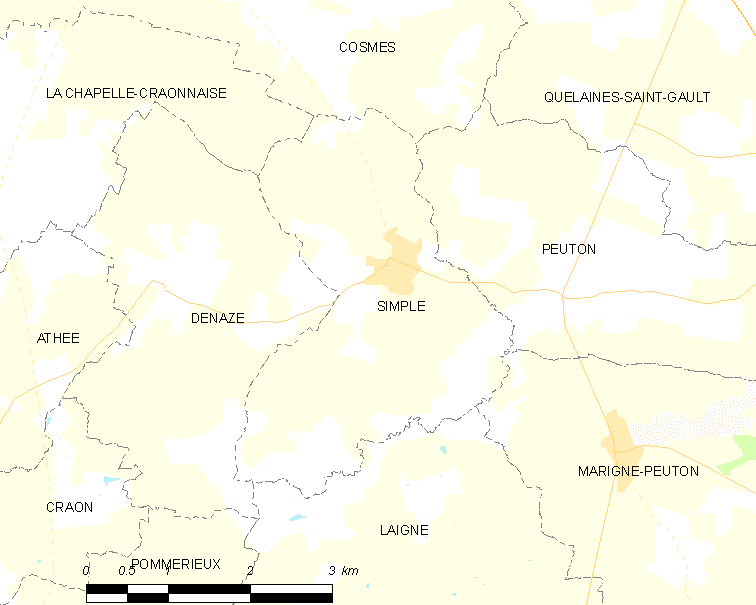
桑普莱的OSM定位图

桑普莱的时区为UTC+01:00、UTC+02:00（夏令时）。

## 行政
桑普莱的邮政编码为53360，INSEE市镇编码为53260。

## 政治
桑普莱所属的省级选区为科塞勒维维安县。

## 人口

1962-2008年间桑普莱人口变化图示

桑普莱于2022年1月1日时的人口数量为386人。